# Contrail
《Contrail》是安室奈美惠以個人單獨名義在發行的第二張數位單曲，2013年4月28日開始提供片段下載，5月19日開始提供全曲下載。

## 簡介
- 距上張數位單曲《Damage》相隔約七個月、上張單曲《Big Boys Cry／Beautiful》相隔約兩個月的新單曲。
- 歌曲名稱是飛機雲的意思，歌曲亦加入了飛機飛翔的音效[3]。
- 自《Love Story》約一年半後再成為電視劇主題曲[4]，為TBS電視台連續劇《飛翔公關室》度身打造、展現積極明快的世界觀的勵志歌曲[3]。
- PV遠赴美國洛杉矶取景拍攝[5]。

## 收錄歌曲
1. Contrail
  - 作詞、作曲:Nao'ymt

TBS電視台連續劇《飛翔公關室》主題曲